# Sapromyza marginalis
Sapromyza marginalis är en tvåvingeart som först beskrevs av Walker 1858.  Sapromyza marginalis ingår i släktet Sapromyza och familjen lövflugor. Inga underarter finns listade i Catalogue of Life.